# Crash and Burn
Crash and Burn es una película estadounidense de ciencia ficción de 1990 dirigida por Charles Band. Se titulaba originalmente Robot Jox 2: Crash and Burn en la mayoría de los mercados europeos, a pesar de no estar relacionada con la película de 1990 Robot Jox del mismo director.

## Trama
Unicom es una poderosa organización que supervisa la mayor parte del mundo, después de su colapso económico. Se han prohibido las computadoras y los robots en un intento de garantizar "la vida, la libertad y la búsqueda de la estabilidad económica". Cuando un robot Unicom Synth se infiltra en una estación suroeste TV y mata al gerente, un revolucionario contra la corporación-gestapo como, un repartidor de Unicom humilde debe ayudar al resto de la estación de sobrevivir a través de la entrada "tormenta térmica".

## Reparto
- Paul Ganus como Tyson Keen
- Megan Ward como Arren
- Jack McGee como Winston Wickett
- Eva LaRue como Annie

## Lanzamientos
Crash and Burn fue titulado oficialmente Robot Jox 2 en la mayoría de los mercados europeos en el momento de su lanzamiento, pero cambió su nombre cuando es re-lanzado en DVD. A pesar del título, el mismo tema de apertura, y la participación de Charles Band, y arte de la cubierta reutilizados, los argumentos de Robot Jox 2: Crash and Burn y Robot Jox no tienen ninguna relación.
La película fue lanzada en DVD por la Full Moon en el año 2000, pero se suspendió por razones de derechos de autor. El DVD contiene una impresión de pantalla ancha de la película. La película fue lanzada en DVD más tarde de nuevo a través de la Charles Band colección del DVD, lanzado en 2006. El boxset también contiene Meridian: Kiss of the Beast, Doctor Mordrid, y Head of the Family. La película fue lanzada de nuevo en DVD por Shout! Factory el 14 de junio de 2011, como un DVD doble junto con Robot Wars.